# Ernst Ludwig Franke
Ernst Ludwig Franke (geboren 23. August 1886 in Wien, Österreich-Ungarn; gestorben 28. Dezember 1948 ebenda) war ein österreichischer Maler, Plakatkünstler und Werbegraphiker.

## Leben
Ernst Ludwig Franke schuf Plakate, Zeitungsinserate und Markenzeichen. Er war 1924 Mitgründer des Bundes österreichischer Gebrauchsgraphiker und war dessen Vizepräsident. Franke trat zum 23. Mai 1932 der NSDAP bei (Mitgliedsnummer 1.087.610). Er nahm 1936 am Kunstwettbewerb der Olympischen Spiele teil. 1938 wurde er Referent für die Fachgruppen Gebrauchsgraphik und Entwerfer der Reichskammer der bildenden Künste Wien.

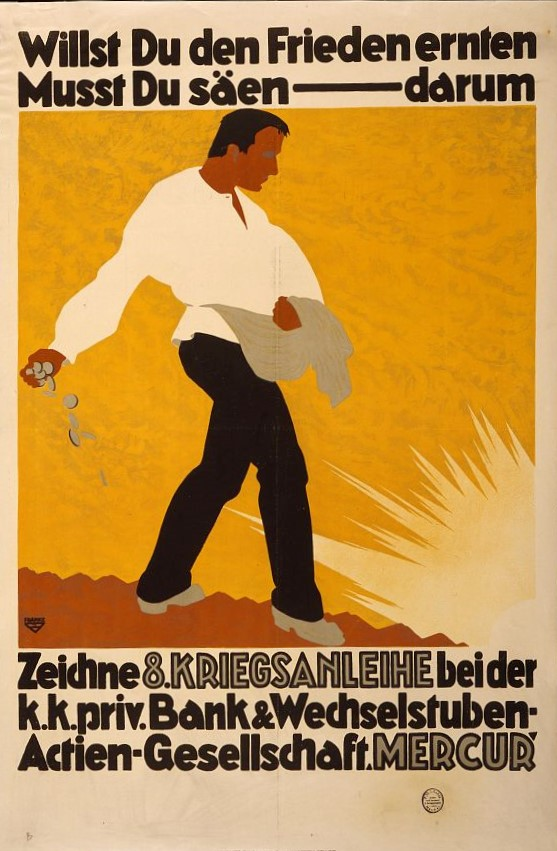
Kriegsanleihe
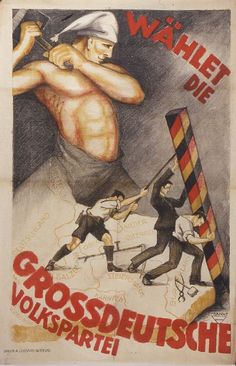
Wahlplakat
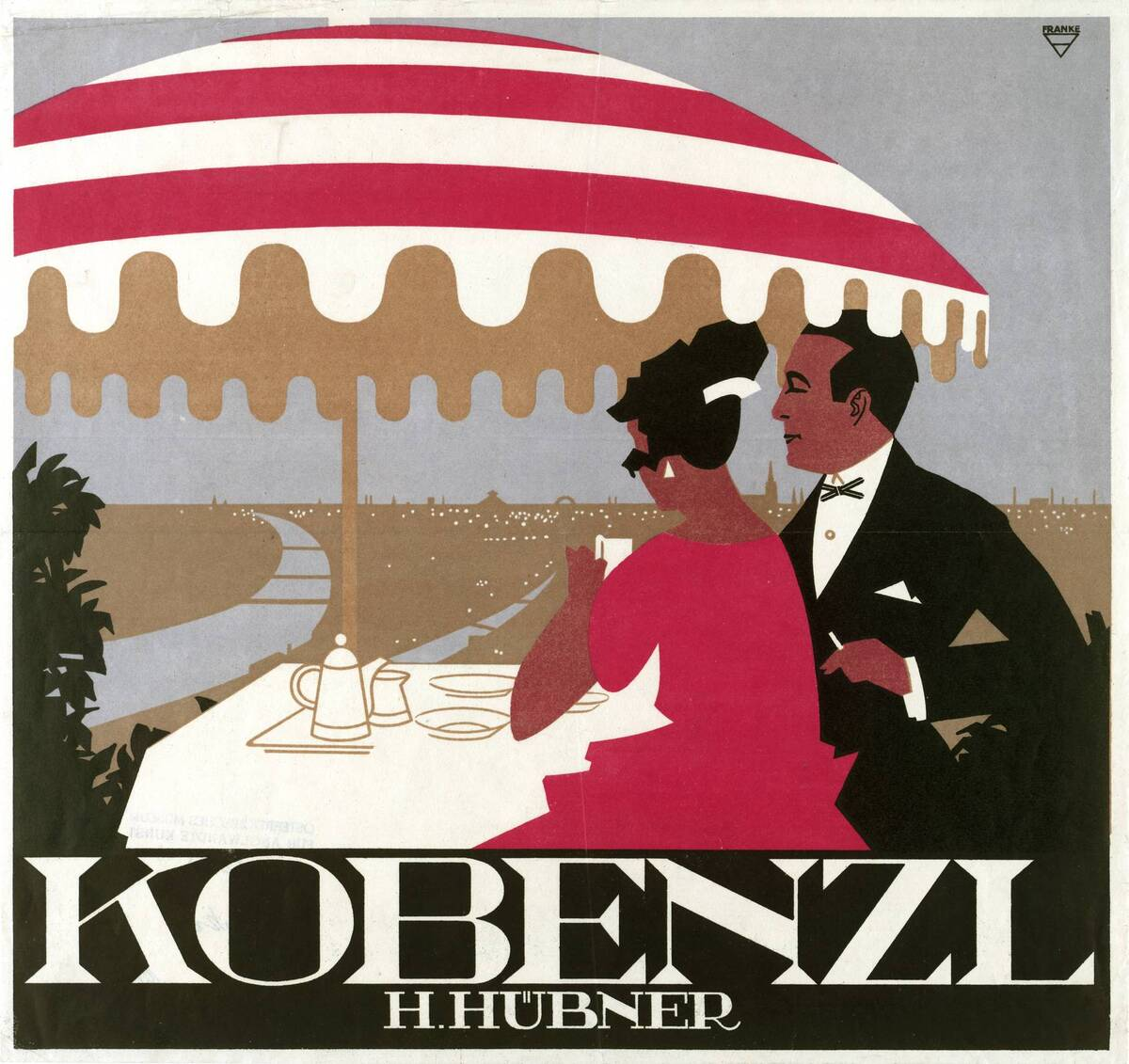
Kobenzl
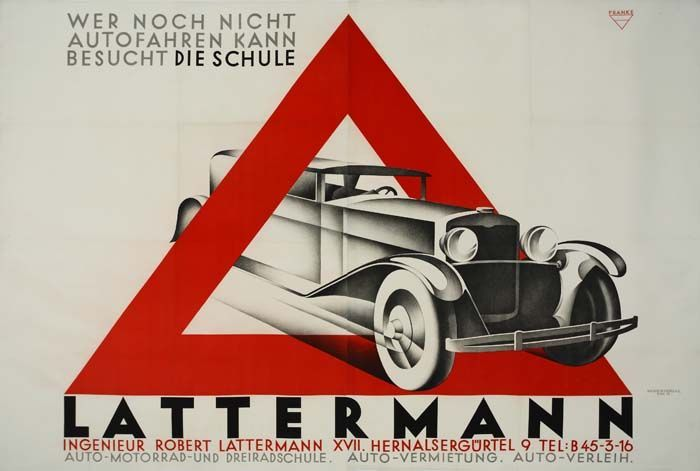
Fahrschule
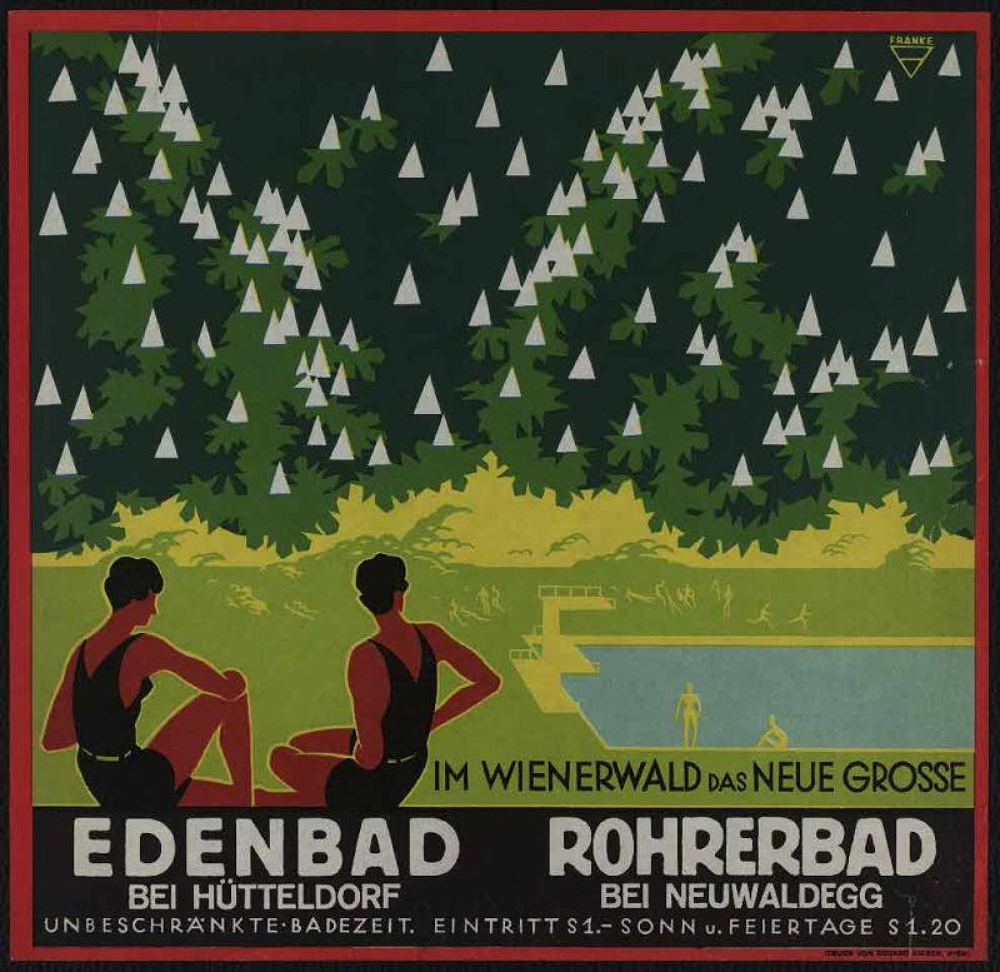
Freibad
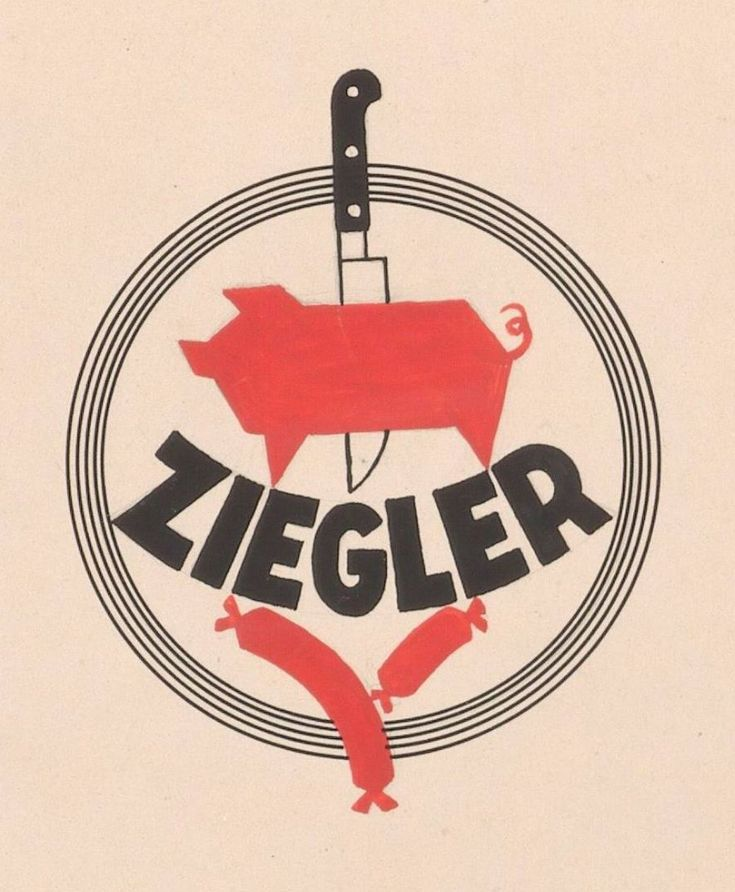
Firmenlogo